# Любий друг (роман)
«Лю́бий друг» (фр. Bel-Ami) — роман французького письменника Гі де Мопассана, написаний у 1883 році. Сюжет твору розповідає про молодого красеня, який робить блискучу кар'єру за допомогою зваблених ним жінок. За популярністю цей твір — другий у доробку письменника після роману «Життя». Окремі складові його сюжету були використані в інших новелах Гі де Мопассана.

## Історія
«Любий друг» був другим за рахунком великим твором Гі де Мопассана після його дебютного роману «Життя», який вийшов друком 1883 року. Роботу над романом «Любий друг» письменник завершив у лютому 1883 року. В цьому ж році твір почали друкувати частинами як роман-фейлетон. Він виходив у газеті «Gil Blas» з 8 квітня по 30 травня і мав настільки великий успіх, що вже у травні його видали окремою книгою. У вересні 1883 року видавець Авар повідомив письменника про те, що йому доводиться друкувати 37-й наклад книги. 4 квітня 1885 року рахунок виданих накладів роману збільшився до 51-го. Майже одночасно з французьким виданням «Любого друга» почали перекладати іншими мовами, зокрема, російською (цьому сприяла давня дружба Гі де Мопассана з Іваном Тургенєвим).

## Сюжет
Жорж Дюруа — молодий, самовпевнений і амбітний красень, здатний звабити будь-яку жінку не докладаючи зусиль. Звільнившись з військової служби, він мріяв про блискучу кар'єру в Парижі, але поки що живе у злиднях. Одного разу він зустрічає старого товариша, Шарля Форестьє, який служив з ним разом у Африці. Шарль став успішним журналістом. Щоби допомогти Жоржеві, він запрошує його на вечерю, де знайомить зі своїм патроном — паном Вальтером і кількома колегами. На вечері також присутні красуні Мадлена Форестьє та Клотильда де Марель. Дюруа зачаровує всіх співрозмовників за столом і отримує перше завдання — написати статтю «Спогади африканського стрільця».
Перші проби пера виявляють його цілковиту нездарність, однак Шарль вкотре виручає друга. Його дружина Матильда диктує Жоржеві статтю, яку радо приймають в редакції. Попри те, що Жорж Дюруа і надалі не здатен творити самостійно, він влаштовується у видавництві як репортер і досягає в цій царині успіхів. Однак високий і стабільний заробіток не здатен звільнити його зі «злиднів», адже разом з доходами ростуть і витрати молодика. Дюруа заводить роман з Клотильдою де Марель і коханка несподівано долає його фінансові труднощі: молодиця оплачує оренду квартири і за удаваним обуренням Жорж ховає цілковиту задоволеність новим становищем.
Дюруа подобається дочці Клотільди, маленькій Лоріні, яка дає йому прізвисько «Любий друг». Незабаром всі дами, з якими спілкується Жорж, починають кликати його цим прізвиськом. Будучи на світському обіді у пана Вальтера, він примудряється сподобатися його дружині, яка випрошує у чоловіка підвищення для Жоржа. Втім чергове збільшення статків лише занурює Жоржа у новий вир безгрошів'я. Клотільда деякий час потай підкидає коханцю гроші. Той, хоча і розгадав її хитрощі, після нетривалого «обурення» приймає цей факт як належне.
Тим часом Шарль Форестьє помирає від сухот. Мадлена запрошує Дюруа побути біля смертного одра друга, однак як Жорж, так і вона сама не марнують часу. Прямо біля ліжка померлого вони укладають угоду про майбутній шлюбний союз, в основі якого лежить не любов чи пристрасть, а добре розраховане співробітництво. Задля престижу молодят Жорж змінює прізвище на аристократичне Дю Руа. Мадлена пише для нього статті, завдяки яким він швидко підіймається кар'єрними шаблями. При цьому Жорж не припиняє своїх стосунків з Клотильдою де Марель. Та його вже не задовольняє і цей успіх.
Дюруа зваблює дружину патрона — пані Вальтер. Її чоловік завдяки прихованим інформаційним маніпуляціям допомагає обійняти міністерське крісло депутату Ларош-Матьє. Згодом ці двоє вдаються до політичної афери і прокручують махінацію з цінними паперами. Закохана до безтями пані Вальтер повідомляє Жоржу секретну інформацію і бере його в долю в означеній махінації. Тим часом помирає старий друг Мадлен, граф Водрек, який залишає їй вельми двозначний спадок — мільйон франків. Дюруа під удаваним обуренням від такого «безчестя» пропонує дружині єдино можливий спосіб уникнути ганьби — розділити спадок на двох, щоби ніхто не міг запідозрити її в тому, що вона була коханкою графа. Отримання півмільйонного статку співпадає із фінансово оборуткою його патрона. Порівнявши свої півмільйона франків із кількома десятками мільйонів пана Вальтера «Любий друг» розуміє, що знов опинився на узбіччі життя.
Враження від цієї «фінансової кризи» підсилені залицяльниками, які сватаються до двох вальтерових дочок. Жорж Дюруа усвідомлює, що міг би й сам вхопити цей кусень, якби так дочасно не посватався до Мадлени Форестьє. Він робить миттєві висновки і ловить дружину на перелюбі з депутатом Ларош-Матьє. Це викриття дозволяє йому розірвати шлюб з Мадленою. Заодно він пориває і з пані Вальтер. Натомість її дочка Сюзанна ловиться на гачок його галантності і тікає з дому з уподобаним кавалером. Жорж ставить батьків дівчини перед фактом: або згода на шлюб, або пожиттєве безчестя для Сюзанни. Пан Вальтер, розуміючи наскільки хитро його ошукали, погоджується на шлюб. Жорж вінчається в церкві під титулом барона. На його весіллі поет-філософ Норбер де Варен підсумовує: «Майбутнє належить пройдохам». А сам Жорж на весіллі дивиться на Клотильду і дає їй зрозуміти, що у них все як і раніше.

## Дійові особи
- Жорж Дюруа — головний герой, колишній солдат. Пробує себе в журналістиці і протягом роману робить кар'єру через ліжко, стаючи чоловіком багатих, впливових жінок. Стає багачем і купує дворянський титул. Юнак не володіє ніякими талантами і необтяжений мораллю.
- Шарль Форестьє — армійський товариш Дюруа, журналіст, що влаштував його на роботу.
- Мадлена Форестьє — дружина Форестьє, згодом дружина Дюруа, коханка міністра Ларош-Матьє. Пише статті за своїх бездарних чоловіків, а також забезпечує їх ексклюзивною інформацією, яку дізнається від коханців.
- Клотильда де Марель — постійна коханка Жоржа, з яким вона постійно розлучається і знову мириться.
- Лоріна де Марель — дочка Клотильди, що дає Жоржу прізвисько «Любий друг».
- пан Вальтер — власник газети «Французьке життя», багач, великий ділок.
- Вірджинія Вальтер — його дружина, коханка Жоржа.
- Сюзанна Вальтер — друга дружина Жоржа. Спадкоємиця багатомільйонного статку.
- Граф Водрек — немолодий багатий дворянин.
- пан Ларош-Матьє — французький міністр, зобов'язаний своїм становищем пану Вальтеру, який проводить разом з ним фінансові махінації. Коханець Мадлени.
- Норбер де Варен — песимістичний поет, який працює у «Французькому житті».
- Сен-Потен — недобросовісний репортер «Французького життя». Навчав Жоржа мистецтва інтерв'ювання (а точніше, вигадування самого факту інтерв'ю).
- Жак Ріваль — один з журналістів «Французького життя».
- Рашель — повія, втратила розум від Жоржа Дюруа.

## Аналіз твору
Основна сюжетна лінія роману вигадана, однак історичне тло змальоване реалістично. Вже на початку твору письменник звертається до нагальної теми французької колонізації Північної Африки. 12 травня 1881 року через конфлікт на алжиро-туніському кордоні місцевий бей капітулював і підписав договір про французький протекторат. Наприкінці цього ж року французи розгромили антиколоніальне повстання в Тунісі. Сам письменник в цей період перебував в Африці як репортер паризької газети «Le Gaulois». Він на власні очі бачив грабунок французьких військових, про який згадує в початкових епізодах «Любого друга». Гі де Мопассан засудив колоніальні наміри власної батьківщини і вже цим вирізнився серед числа літературних колег. Правда, щоби не перетворити роман на документальний нарис, він змінив у ньому назву країни на Марокко.
Військові дії супроводжувались аферою уряду Жюля Феррі, яке через пресу переконувало громадськість, що окупації Тунісу не буде, знижуючи тим самим вартість облігацій туніського займу на столичній біржі. Представники уряду скупили облігації через підставних ділків, після чого Туніс був окупований і Франція в 1883 році несподівано гарантувала державний борг. Облігації зросли в ціні, міністри і великі біржовики збагатились. Цю історичну аферу з облігаціями письменник змалював у прикінцевій частині роману, детально розкривши її механізм і головних винуватців — політиків (в особі депутата Ларош-Матьє) та великих фінансистів (під виглядом єврейського магната Вальтера). Ще один відгомін сучасних для письменника подій — війни з Китаєм 1884—1885 років — можна побачити в побіжній згадці про інтерв'ю з індійськими та китайським посланцями репортера Сен-Потена. Показово, що в цій сцені досвідчений журналіст, чиє прізвисько в перекладі означає «Святий Пліткар», навіть не утруднює себе зустріччю з послами, а просто вигадує їхні відповіді на уявні питання. Ця сатирично-викривально деталь була однією з причин несхвальної критики «Любого друга».
Крім історичного тла правдоподібність головному герою «Любого друга» надали автобіографічні риси самого Гі де Мопассана, який не побоявся, що читачі побачать схожість між ним і Жоржем Дюруа. Дійсно, змальований в романі шатен-красень із закрученими вусами, який користується прихильністю жінок найрізноманітнішого штибу (включно із досвідченою повією), був схожий зовнішньо і поведінкою на автора твору. Як відомо, Гі де Мопассан вів невпорядковане життя, внаслідок якого захворів на сифіліс і рано помер. Серед автобіографічних рис слід зазначити ще й такі як: походження головного героя з рідного для письменника Руану; дворянський титул (хоча й набутий Жоржем Дюруа в шахрайський спосіб), що відповідає суспільному положенню Гі де Мопассана; кощава невсміхнена мати Жоржа, схожа на матір письменника, яка страждала від депресії; професія головного героя, журналіста і фейлетоніста (Мопассан також співпрацював з провідними паризькими газетами як репортер і новеліст).
Особливістю роману «Любий друг» є те, що його сюжет включає деталі, які раніше або згодом письменник використав у своїй малій прозі. Перш за все це історія ревнощів Жоржа Дюруа до вже покійного Шарля Форестьє, яка закінчилась несподіваним мимовільним зізнанням Мадлени. Це майже дослівний виклад новели «Месник» (1883). Також сцена викриття подружньої зради, під час якої Ларош-Матьє згадує про отриманий Жоржем орден Почесного легіону, натякаючи на зв'язок між цією честю і коханням Мадлени, дуже нагадує новелу «Орден» (1883). Деяку схожість можна побачити між заповітом графа Водрека, який проігнорував рідного племінника на користь коханки, зі сюжетом новели «Заповіт» (1882), між сценою викриття подружньої зради головним героєм (про яку він знав і раніше) і розлученням із допомогою компромату в новелі «Позбулася!» (1885).

## Критика
Відгуки французької преси про другий роман Гі де Мопассана були більш стримані й розмаїті, ніж про роман «Життя». Критиків бентежила неприваблива картина тогочасного суспільства, змальована письменником, особливо опис журналістської сфери Парижа. Разом з тим, вони підкреслювали величезну життєву правдивість твору. Максим Гоше 23 травня 1885 року в журналі «Ревю бльо» писав, що «Любий друг» є «могутнім твором, який каже жорстоку правду», що ця книга «діє подразливо» і в той же час «неперевершена». Лев Толстой оцінив цей роман Мопассна нижче, ніж «Життя», але відзначив, що твір «має в своїй основі серйозну думку і почуття».
У червні 1885 року Франциск Сарсе в журналі «La Nouvelle Revue» писав про неоднозначне враження від цієї книги, яка «і приваблює і відштовхує», тому що вона розчаровує у людстві. «Навіщо залишатись на цій землі, якщо вона населена лише низькими негідниками і безсоромними шахраями?» — питав він. Сарсе разом із критиком газети «Le Gaulois» Монжуайє зазначав, що редакційні кімнати, зображені в романі, здаються йому неправдивими («це не наші звички, характери, манери, розмови»). 7 червня 1885 року на сторінках газети «Gil Blas» Гі де Мопассан у «Відповіді критикам „Любого друга“» рішуче заперечив, що головною темою роману була французька преса. Найголовніше в романі, писав автор, — «життєвий шлях одного з тих авантюристів, з якими нам в Парижі доводиться стикатися щодня і які трапляються серед представників будь-яких професій».

## Екранізації
- 1916 рік — російська екранізація режисером Максиміліаном Гаррі під назвою «Чорний будинок».
- 1939 рік — німецька екранізація Віллі Форста з ним же у головній ролі.
- 1947 рік — американський чорно-білий фільм Альберта Левіна «Приватні справи любого друга» з Джорджем Сандерсом у головній ролі.
- У 1955 роман було екранізовано з Йоханнесом Хестерсом у головній ролі.
- У 1976 була знята за мотивами роману спільна шведсько-французька порнострічка «Bel Ami».
- У 1979 році на італійському телебаченні був знятий 4-серійний міні-серіал режисера у головній ролі.